# Agarista (genre végétal)
Pour le genre de papillons, voir Agarista (genre animal).
Genre
Classification phylogénétique
Agarista  est un genre de plantes à fleurs de la famille des Ericaceae.

## Synonyme
- Agauria Benth. & Hook.f., 1876

## Espèces
- Agarista boliviensis
- Agarista buxifolia, petit bois de rempart
- Agarista eucalyptoides
- Agarista populifolia
- Agarista salicifolia, bois de rempart

### GenreAgarista
- (en) Madagascar Catalogue :  Agarista
- (en) Catalogue of Life : Agarista D. Don ex G. Don (consulté le 6 avril 2021)
- (fr + en) ITIS : Agarista D. Don ex G. Don
- (en) NCBI : Agarista (taxons inclus)
- (en) GRIN : genre Agarista D. Don ex G. Don  (+liste d'espèces contenant des synonymes)

### GenreAgauria
- (en) Madagascar Catalogue :  Agauria
- (fr) Tela Botanica (La Réunion) : Agauria
- (en) GRIN : genre Agauria (DC.) Hook. f.  (+liste d'espèces contenant des synonymes)